# Alexandre Skobov
Alexandre Skobov (né le 4 novembre 1957 à Leningrad) est un historien, militant et dissident soviétique russe.
Condamné et soumis à un traitement psychiatrique punitif pour « propagande antisoviétique » en 1976 et en 1982, il est arrêté en avril 2024 et placé en détention provisoire, accusé d'« apologie du terrorisme » et de « participation à une communauté terroriste » après s'être ouvertement opposé à l'action militaire russe contre l'Ukraine depuis 2014.

## Biographie
Alexandre Skobov nait en 1957 à Leningrad, alors en URSS. 

### Activisme de jeunesse
Le 2 février 1976, il participe à sa première manifestation antigouvernementale à 19 ans, la veille du 25e Congrès du Parti communiste de l'Union Soviétique, avec des membres d'une organisation clandestine dont il faisait partie, et lança des tracts appelant au « socialisme humaniste » depuis le toit d'un immeuble du centre-ville. Plusieurs de ses camarades furent expulsés de leurs universités, mais Skobov, étudiant en première année d'histoire à l'Université d'État de Leningrad, est envoyé en réunion disciplinaire avec un groupe de jeunes du Komsomol. En octobre 1978, il est arrêté pour avoir publié un magazine antigouvernemental intitulé Perspectives. Après six mois dans une prison du KGB, refusant l'exil, il est condamné à un traitement psychiatrique forcé et il passe trois ans en détention.
En 1981, après sa libération, il rejoint le groupe dissident de l'Union interprofessionnelle libre des travailleurs (S.M.O.T.), qui mena la première tentative de création d'un syndicat indépendant en Union Soviétique. En décembre 1982, il est de nouveau arrêté puis condamné à un traitement psychiatrique, cette fois pour avoir écrit un samizdat dans lequel il défendait l'ancien président socialiste chilien, Salvador Allende, décédé en 1973, et critiquait le dictateur Augusto Pinochet. L'article fut qualifié de « propagande antisoviétique ». Il passe cinq ans à l'hôpital, avant d'être libéré durant l'été 1987, lors de la première phase de la campagne de libéralisation du dirigeant soviétique Mikhaïl Gorbatchev.

### Opposition à l'invasion russe de l'Ukraine
Lors de l'annexion de la Crimée par la Russie en 2014, Skobov soutient ouvertement l'Ukraine et condamne l'action militaire russe sur les réseaux sociaux. La même année, il est agressé par deux hommes non identifiés armés de couteaux devant son domicile, ce que ses proches considèrent comme une vengeance pour ses critiques du régime.
Début avril 2024,, il est arrêté et accusé d'« apologie du terrorisme » après avoir publié sur les réseaux sociaux une publication concernant des attaques ukrainiennes endommageant le pont de Crimée reliant la Russie à la région ukrainienne occupée de Crimée. Deux jours avant son arrestation, il accorde une interview au magazine Okno où il appelle au soutien des groupes de volontaires russes combattant aux côtés de l'armée ukrainienne contre les troupes russes qui ont envahi le pays. Il est placé en détention provisoire et est inculpé de participation à une « communauté terroriste » et transféré de Saint-Pétersbourg à Syktyvkar. 
En juillet 2024, Novaïa Gazeta publie une lettre de Skobov envoyée à son épouse. Elle est accompagnée d'une introduction de l'opposant politique Leonid Gozman, qui décrit Skobov comme « non seulement un héros, mais un saint au sens biblique du terme » et sa lettre comme « un document remarquable ». Gozman décrit cette lettre comme une tentative de Skobov d'éviter le pathos et de réfléchir à son influence sur les autres, mais souhaitant que « les jeunes d'aujourd'hui, qui subissent de plein fouet la répression du régime, sachent que les dissidents soviétiques sont à leurs côtés ».
En mars 2025, il est condamné à seize ans de prison dans une colonie pénitentiaire de haute sécurité,.